# Fürstentum Albanien
Das Fürstentum Albanien (albanisch-gegisch Principata e Shqipnis; albanisch-toskisch Principata e Shqipërisë) war der erste unabhängige albanische Staat der Neuzeit. Es wurde nach dem Ersten Balkankrieg durch die Vereinbarungen der Londoner Botschafterkonferenz von 1913 mittels Herauslösung aus dem Osmanischen Reich gegründet und existierte bis 1925. Die Hauptstadt des Fürstentums war anfangs Durrës und wurde 1920 nach Tirana verlegt.

## Entstehung

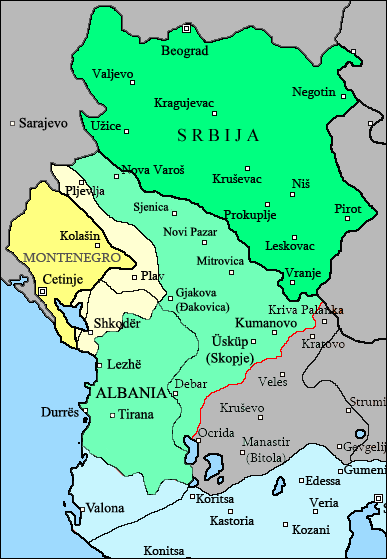
Vom Balkanbund 1912/1913 vereinbarte Aufteilung Albaniens, die Südgrenze ist bereits an die griechischen Forderungen angepasst.

Nach der osmanischen Niederlage im Ersten Balkankrieg wurde am 28. November im Jahr 1912 infolge von Revolten unter der albanischen Bevölkerung die Unabhängigkeit Albaniens vom Osmanischen Reich ausgerufen. In Vlora war ein albanischer Nationalkongress, aus Vertretern süd- und mittelalbanischer Gebiete zusammengetreten, der einstimmig beschloss, dass Albanien ab heute selbständig, frei und unabhängig sein werde. Nach dem Eintreffen der Nordalbaner Anfang Dezember war der Kongress auf 63 Mitglieder angewachsen und es wurde eine provisorische Regierung unter Ismail Qemali und Myfit Libohova bestellt. Der Kampf um regionalen, religiösen, politischen und sozialen Proporz setzte ein. Wichtigste Aufgabe dieser ersten souveränen albanischen Regierung seit dem Spätmittelalter war die internationale Anerkennung zu erhalten. Das eigentliche Herrschaftsgebiet der neuen Regierung umfasste nur rund 4000 km² um Vlora, Fier, Lushnja und Berat mit etwa 300.000 Einwohnern, darunter 30.000 türkische Soldaten. Die anderen Gebiete kontrollierten die Armeen von Serbien, Montenegro und Griechenland. Die Frage der Staatsform wurde vom Kongress nicht gelöst; aus verschiedenen Gründen wie der osmanischen Tradition, weil alle Nachbarstaaten Königreiche waren und auch aus Rücksicht auf die konservative Oberschicht bevorzugten die Delegierten jedoch eine Monarchie. Auch die bäuerliche Bevölkerung glaubte man mit einem Monarchen eher gewinnen zu können, als mit einer demokratischen Staatsform.
Albanien verdankt seine nationale Existenz letztlich dem massiven Einspruch Österreich-Ungarns und Italiens gegen die territorialen Begehrlichkeiten seiner Nachbarn. Am Vorabend der Balkankriege hatten die Mitglieder des Balkanbundes (Serbien, Montenegro, Griechenland und Bulgarien) die Aufteilung des gesamten Balkans und somit auch Albaniens vereinbart. Die Unabhängigkeit Albaniens wurde schließlich auf der Londoner Botschafterkonferenz am 16. Dezember 1912 von den europäischen Großmächten Deutsches Reich, Österreich-Ungarn, Russisches Kaiserreich, Großbritannien und Italien anerkannt. Am 27. Dezember 1912 wurde auf der Botschafterkonferenz die Autonomie Albaniens unter dem Osmanischen Sultan Mehmed V. und unter Verwaltung der europäischen Großmächte beschlossen. Damit wurde Serbien der geforderte Zugang zum Adriatischen Meer verwehrt. Griechenland erhob jedoch Anspruch auf Teile Südalbaniens und strebte eine Grenzverschiebung bis hinter Himara an und wurde dabei von Frankreich unterstützt, Italien lehnte dies jedoch ab. Infolge des Zweiten Balkankrieges einigten sich die europäischen Großmächte auf die Gründung und Unabhängigkeit Albaniens als Fürstentum unter dem Schutz der Großmächte und lehnten ein osmanisches Protektorat über Albanien ab. Auf eine anerkannte Grenzziehung konnten sich die Großmächte jedoch nicht einigen. Der Dreibund aus Deutschem Reich, Italien und Österreich-Ungarn strebte ein Albanien unter italienischer bzw. österreichischer Oberhoheit an. Dagegen wollte die Entente ein kleineres Albanien und Nordalbanien Serbien sowie Südalbanien Griechenland angliedern. Im Oktober 1913 besetzte Serbien einen Teil Albaniens, um seinen Forderungen Nachdruck zu verleihen. Daher gestaltete sich schon die Einigung auf eine anerkannte Grenzziehung angesichts der angespannten Lage auf der Balkanhalbinsel und den verschiedenen Interessen der Großmächte und Balkanstaaten schwierig.
Hinzu kamen ethnische und religiöse Probleme. Das Staatsvolk der Albaner zerfiel in die zwei Großgruppen der Gegen und Tosken, diese wiederum in miteinander verfeindete Clans. Im Süden des Landes fühlte sich die griechisch-orthodoxe Minderheit des Nordepirus Griechenland verbunden, im Norden strebten die römisch-katholischen Mirditen nach Wahrung ihrer Eigenständigkeit gegenüber einer muslimischen Zentralregierung.

## Entwicklungsprobleme

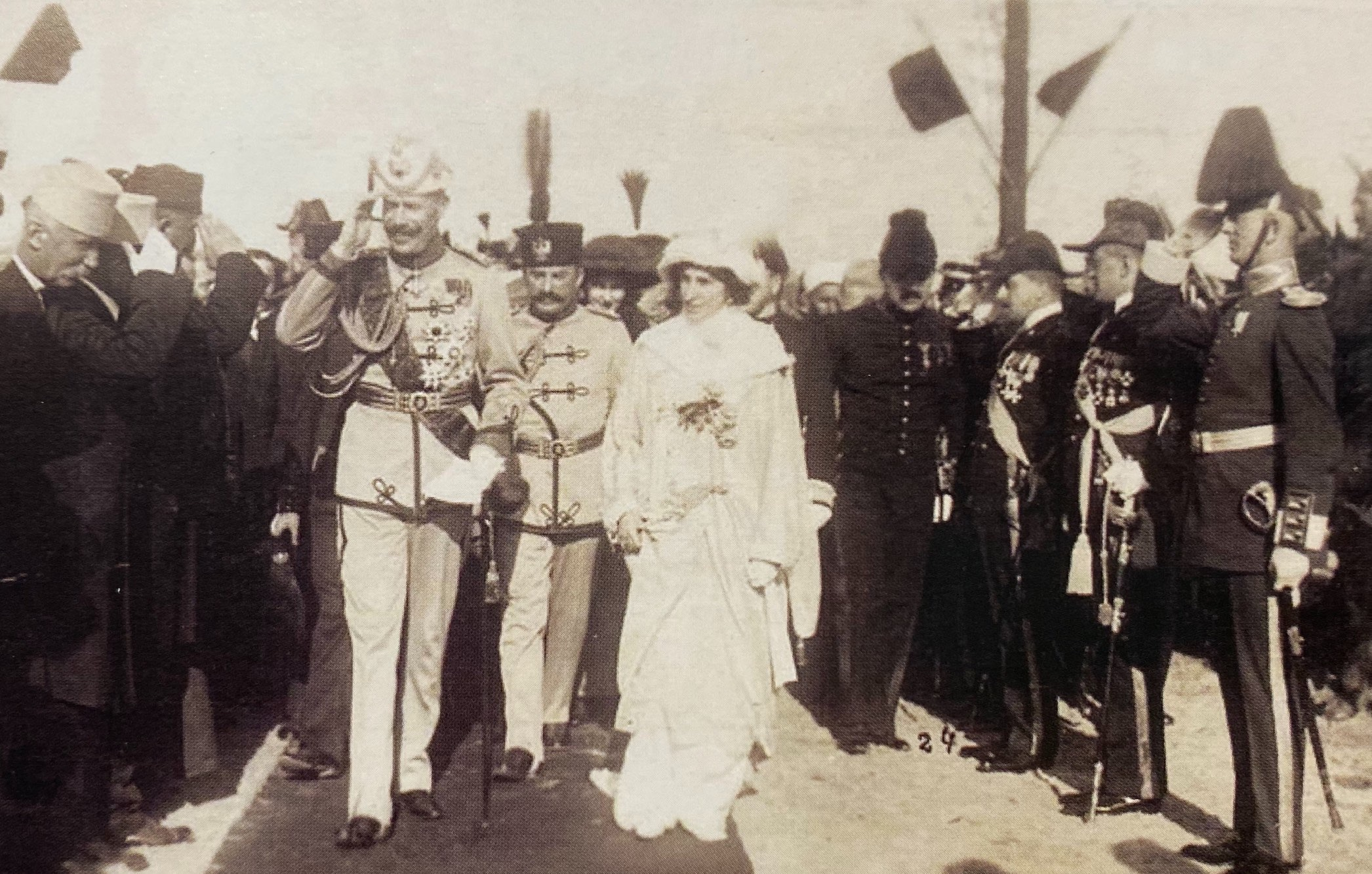
Wilhelm zu Wied und seine Frau Sophie von Schönburg-Waldenburg bei ihrer Ankunft in Albanien 1914

### Fürst Wied
Im April 1913 übergab Essad Pascha Toptani die Stadt Shkodra den Montenegrinern als Teil eines Tauschgeschäfts zur Anerkennung seiner Königswürde. Allerdings wurde er in seinem eigenen Land nie anerkannt. Stattdessen wurde Prinz Wilhelm zu Wied, ein Neffe der rumänischen Königin Elisabeth zu Wied, am 30. Mai 1913 von 18 albanischen Vertretern in Neuwied zum Fürsten Albaniens bestimmt und am 21. Februar 1914 zum Fürsten von Albanien gekrönt. Der Fürst betrat am 7. März 1914 zum ersten Mal albanischen Boden und wusste wenig über die dortigen Verhältnisse, so dass er auf albanische Berater angewiesen war. Er konnte die Machtkämpfe zwischen den lokalen Großgrundbesitzern nicht unterbinden und war dadurch nicht in der Lage, das Land zu regieren. Der Süden Albaniens war seit Ende der Balkankriege von griechischen Truppen besetzt, im restlichen Albanien gewannen rasch aufständische Banden an Einfluss. Der Machtbereich der fürstlichen Regierung beschränkte sich bald auf Durrës, Vlora und Shkodra, wo italienische und teilweise auch deutsche Soldaten stationiert waren. Der Ausbruch des Ersten Weltkrieges machte die Lage für ihn ausweglos und so verließ Fürst Wilhelm am 3. September 1914 schließlich das Fürstentum. Er dankte jedoch nie ab, bis 1925 agierten Regierungen und Reichsverweser daher formal in seinem Namen.

### Erster Weltkrieg

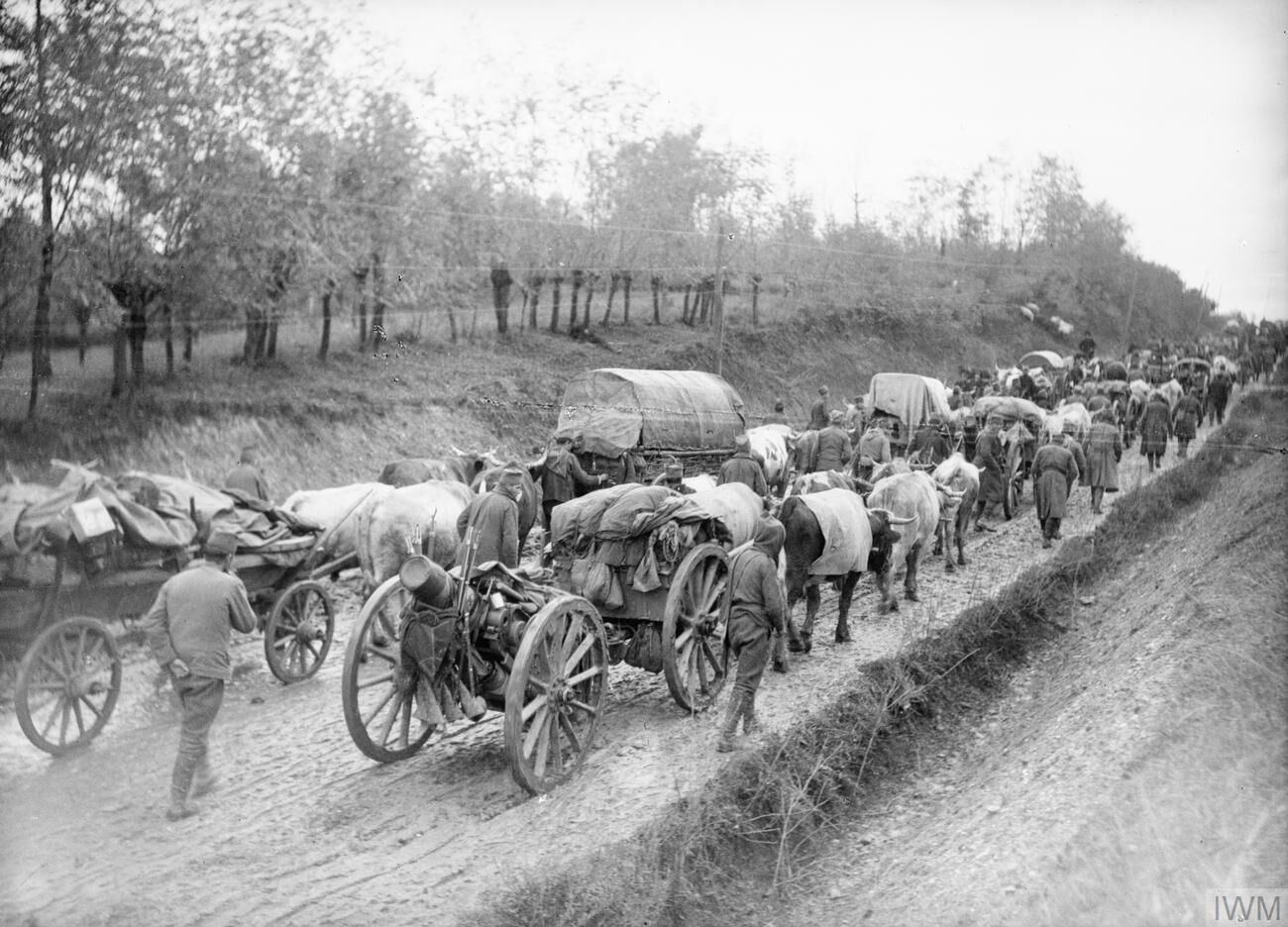
Unter Missachtung der Neutralität zog sich die von den Mittelmächten geschlagene serbische Armee Ende 1915 quer durch Albanien zurück

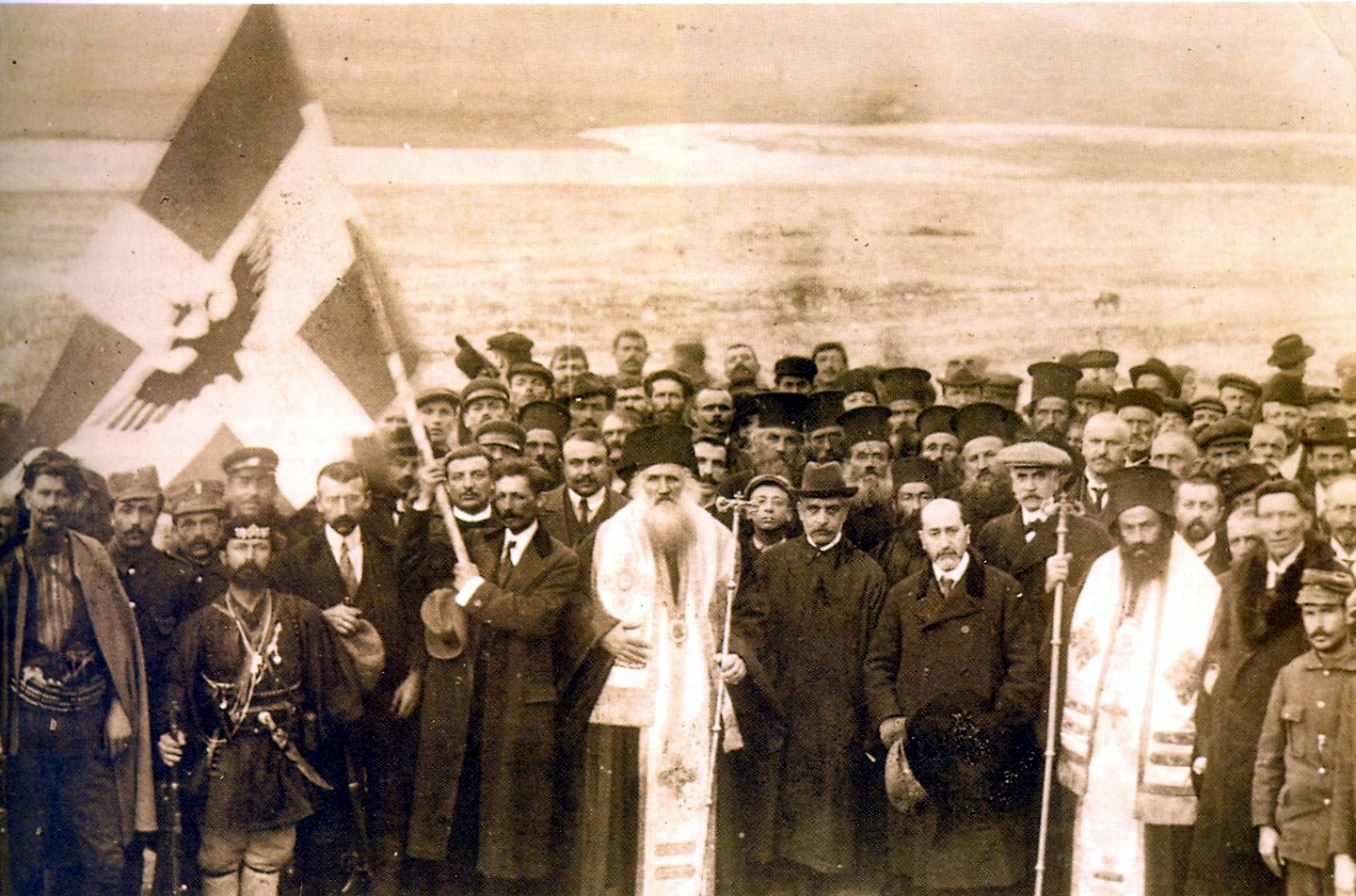
Griechische Separatisten mit der Flagge des Nordepirus

Albanien wurde 1914 trotz seiner Neutralität von den kriegsführenden Mächten Montenegro, Serbien und Italien weitgehend besetzt und Toptani kehrte mit serbischer Hilfe zurück. Italien besetzte die Insel Sazan, eroberte Vlora und forderte weitere Teile Albaniens. Im März 1915 forderte Italien die Zustimmung der Entente zur Annexion Vloras sowie zu einem mittelalbanischen Protektorat unter italienischer Oberhoheit. Dafür erklärte sich Italien mit der Übergabe Nordalbaniens an Serbien und Montenegro sowie Südalbaniens an Griechenland einverstanden. Obwohl Russland anfangs protestierte, stimmte die Entente den italienischen Forderungen auf der Londoner Konferenz von 1915 zu, um Italien zum Kriegseintritt gegen die Mittelmächte zu bewegen.
Albanien war Objekt unterschiedlichster Begehrlichkeiten. Neben Österreich-Ungarn und Italien rangen auch Serbien, Griechenland, Bulgarien und die Türkei um die Vorherrschaft, aber auch Montenegro und die deutsche Marine (Vlora) waren an Teilen des Landes interessiert.
Ende 1915 eroberten die Mittelmächte Serbien. Montenegro und Nordalbanien wurde in der Folge von Österreich-Ungarn und der Süden des Landes von Frankreich und Griechenland besetzt. Die österreichische Militärverwaltung versuchte vergeblich, die Bevölkerung für sich zu gewinnen, während die Armeeführung unter Conrad von Hötzendorf die Annexion Nordalbaniens propagierte. Das Wiener Außenministerium unter Stephan Burián trat hingegen für ein selbständiges Albanien unter österreichisch-ungarischem Protektorat in seinen ethnographischen, gegenüber seinen Vorkriegsgrenzen vergrößerten Grenzen ein.
Bulgarien wollte eine bulgarische Seitenlinie unter Kyrill auf dem albanischen Königsthron erzwingen. Das Osmanische Reich erhob weiterhin Anspruch auf ein Protektorat über Albanien, im Osten Albaniens unterstützten die Osmanen pro-osmanische Banden gegen Serben, Griechen und Franzosen.

### Zwischenkriegszeit

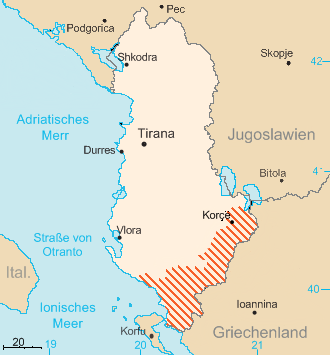
Bis 1921 von Griechenland besetzter Nordepirus

Auch nach dem Ende des Weltkrieges fand das Fürstentum keine Stabilität, was das Interesse der angrenzenden Staaten Italien, Serbien und Griechenland verstärkte; Franzosen und Italiener blieben bis 1920 im Land. Von 1918 bis 1920 kämpften gleichzeitig Toptani, Fan Noli und Turhan Pascha Përmeti um die Macht. Italien zwang das Fürstentum zur Zustimmung zu einem Protektorat, was jedoch von Griechenland abgelehnt wurde, da die Griechen ebenfalls bis 1921 Ansprüche auf südliche Teile Albaniens erhoben.
Gegen Pläne der Pariser Friedenskonferenz, Albanien als Kompensation für nicht vollumfänglich erreichte Kriegsziele zwischen den Nachbarn aufzuteilen, versammelten sich die Unabhängigkeit des Landes anstrebenden lokalen Machthaber im Januar 1920 in Lushnja zu einem Nationalkongress. Auf dem Kongress von Lushnja wurde ein Verfassungsgesetz, das Statut von Lushnja, beschlossen, das keinen Fürsten als Staatsoberhaupt mehr vorsah. Hingegen wurde eine Regierung gebildet, ein albanisches Parlament gegründet und die Hauptstadt nach Tirana verlegt. Um die europäischen Mächte nicht vor den Kopf zu stoßen und eine Kontinuität Albaniens innerhalb seiner Grenzen gewähren zu können, wurde das Fürstentum de facto nicht aufgelöst und ein Regentschaftsrat (Këshilli i lartë) geschaffen, der aus den Vertretern der albanischen Religionen bestand. Der Regentschaftsrat konnte Regierungen vorschlagen, die dann vom Parlament zu bestätigen waren. Bei Uneinigkeit war ein neuer Nationalkongress einzuberufen. Diese Konstituierung eines albanischen Staates erzwang in der Folge den Abzug der Besatzungsmächte Italien und Griechenland. Noch im August 1923 war es zu einem italienisch-griechischen Konflikt gekommen, nachdem italienische Mitglieder der Internationalen Kommission für die Festlegung der albanischen Grenzen vermutlich von albanischen Banditen auf griechischem Gebiet ermordet wurden.
Noch im Dezember 1920 trat Albanien dem Völkerbund bei. Im Februar und März 1921 wurden die ersten Parlamentswahlen abgehalten. Es lösten sich in den nächsten Jahren diverse Regierungen mit geringem Einfluss ab.

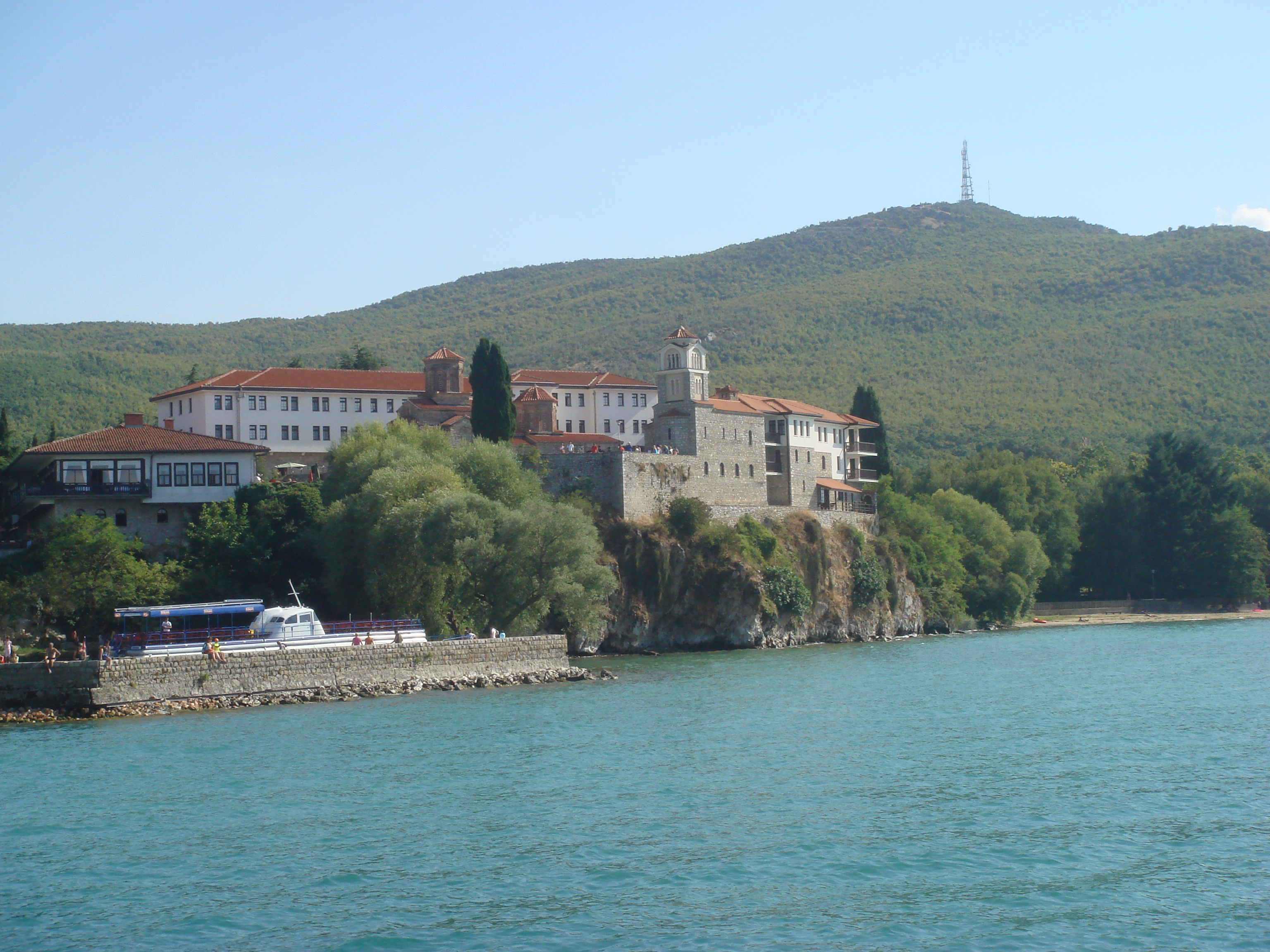
Das Kloster Sveti Naum

Im Rahmen der bürgerlich-demokratischen Junirevolution bildete der orthodoxe albanische Bischof und Politiker Fan Noli 1924 eine liberale Regierung. Als einzige Großmacht erkannte die Sowjetunion diese Regierung an. Für die diplomatische Anerkennung wurde die Regierung Fan Noli von inneren und äußeren Gegnern des Bolschewismus beschuldigt. Fan Noli konnte sein umfangreiches Reformprogramm (Agrarreform) nicht verwirklichen und Ahmet Zogu, Vertreter der muslimischen Großgrundbesitzer, putschte sich mit jugoslawischer Hilfe im Dezember 1924 an die Macht. Anschließend übergab er das Kloster Sveti Naum als Geschenk an das Königreich Jugoslawien, das heute zu Nordmazedonien gehört. Zogu wurde am 31. Januar 1925 vom Parlament zum Präsidenten Albaniens gewählt. Bereits am 15. Januar hatte das Parlament auf Veranlassung Zogus den Staat zu einer Präsidialrepublik nach amerikanischem Vorbild erklärt. Nach den Tirana-Verträgen (Freundschafts- und Sicherheitspakt vom 27. November 1926, Defensivbündnisvertrag vom 22. November 1927), die Albanien in protektoratsähnliche Abhängigkeit von Italien brachten, wurde 1928 diese Republik bereits wieder vom Königreich Albanien mit Zogu als neuem König abgelöst.